# Regielnica
Regielnica (niem. Regelnhof) – osada w Polsce położona w województwie warmińsko-mazurskim, w powiecie ełckim, w gminie Ełk. W latach 1975–1998 miejscowość administracyjnie należała do województwa suwalskiego.
Przez wieś przebiega linia EKW.
Miejscowość jest siedzibą parafii rzymskokatolickiej, należącej do dekanatu Ełk - Matki Bożej Fatimskiej, diecezji ełckiej.

## Historia
Wieś szlachecka powstała w 1484 r. W 1544 r. książę Albrecht nadał Janowi Maleckiemu (proboszcz ełcki) 5 włók i 20 morgów ziemi w Regielnicy. W 1821 r. we wsi było 34 mieszkańców. W 1905 r. wraz z Kałęczynem Regielnica stanowiła majątek ziemski, obejmujący 456 ha. W majątku tym była także cegielnia, mleczarnia tu gorzelnia. Obiekty te zniszczono w czasie drugiej wojny światowej. W 1938 r. ówczesne władze niemieckie, w ramach akcji germanizacyjnej, zmieniły dotychczasową urzędową nazwę wsi Regelnitzen na Regelnhof.